# 石井智 (政治家)
石井 智（いしい さとし、1938年5月1日 - ）は、日本の政治家。元日本社会党衆議院議員(2期)。

## 来歴
1938年（昭和13年）生まれで、三重県出身。1957年（昭和32年）に三重県立宇治山田高等学校を卒業。横浜ゴムに入社した。その後伊勢市議会議員（2期）三重県議会議員（2期）を経て、日本社会党の角屋堅次郎衆議院議員の後継者となった。
1990年（平成2年）の第39回衆議院議員総選挙で三重2区から立候補して初当選をした。1993年（平成5年）の第40回衆議院議員総選挙で再選されて、藤波孝生（無所属）を破り、三重県唯一の日本社会党衆議院議員となり、2期を務めた。民主党が結党された際には新党に加わらず社会民主党の所属議員となり、1996年（平成8年）の第41回衆議院議員総選挙には、藤波孝生の衆議院議員復帰の動きに対して選挙区での再選の可能性がない事から総選挙立候補を辞退して、政界から引退した。